# فرودگاه ورخنایا تایما
فرودگاه ورخنایا تایما  (به انگلیسی: Verkhnyaya Toyma Airport)  یک فرودگاه همگانی   است که یک باند فرود آسفالت دارد و طول باند آن ۱۶۰۰ متر است. این فرودگاه در  کشور روسیه قرار دارد و در ارتفاع ۳۰ متری از سطح دریا واقع شده است.